# قره‌چه‌احمد
گورستان تاریخی قره‌جه احمد (Karaca Ahmet) در محله اسکودارِ استانبول، یکی از کهن‌ترین و وسیع‌ترین آرامستان‌های ترکیه به‌شمار می‌رود که قدمت آن به دوره عثمانی و فتح اسکودار توسط اورهان غازی در سال ۱۳۵۲ بازمی‌گردد. این گورستان با مساحتی بالغ بر ۷۵۰ هکتار و بیش از یک میلیون قبر، نه‌تنها بزرگ‌ترین گورستان استانبول، بلکه یکی از مهم‌ترین مکان‌های مذهبی، فرهنگی و تاریخی کشور است. نام آن برگرفته از قره‌جه احمد سلطان، عارف و طبیب قرن سیزدهم میلادی‌ست که در آنجا دفن شده است. فضای آرامستان با گونه‌های متنوعی از درختان چون سرو، چنار، بلوط و لورل پوشیده شده و ساختاری شبیه به پارک جنگلی دارد. قره‌جه احمد به ۱۲ قطعه مجزا تقسیم شده که برخی از آنها به گروه‌های خاصی چون دِرویش‌ها، شهدا، خطاطان و حتی ایرانیان اختصاص دارد. سنگ‌قبرهای نفیس با خط عربی–عثمانی و نقوش هنری، از قرن پانزدهم تا نوزدهم میلادی، چهره‌ای کاملاً موزه‌گونه به این گورستان داده‌اند. در میان شخصیت‌های برجسته‌ای که در این محل دفن شده‌اند، می‌توان به خطاط بزرگ عثمانی «شیخ حمدالله»، شاعر معروف «نبی»، و دانشمندانی چون اوکتای سینانوغلو اشاره کرد. این گورستان همچنین شامل چندین مسجد، تکایا، چشمه، و فضاهای آیینی است و در سال ۱۹۹۱ به‌عنوان یک منطقه محافظت‌شده تاریخی و طبیعی ثبت شد؛ به‌گونه‌ای که دفن مردگان تنها فعالیت مجاز در آن است. قره‌جه احمد، علاوه بر نقش مذهبی، آیینه‌ای از تاریخ هنر، فرهنگ و هویت ترک‌تبارهاست و به دلیل حضور آرامگاه ایرانیان و مشابهت‌هایی با گورستان خالد نبی در ترکمن‌صحرا، به پلی میان فرهنگ‌های ایرانی، ترک و ترکمن تبدیل شده است.